# Heracleopolis Magna
Heracleopolis is een oud-Egyptische stad in Midden-Egypte. Het ligt 15 kilometer van Beni Suef.

## Naam
De oude Egyptenaren noemden de stad Henen-nesoet, Men-nesoe of Hoet-nen-nesoe. De stadsnaam betekende Huis van het koningskind. Doordat er in de stad de god Herisjef of Horsaphes werd vereerd en in het Grieks gelijkgesteld werd met Heracles kreeg het de Griekse naam Herakleopolis Magna. Tegenwoordig is de stad bekend als Ihnasiya Umm al-Kimam of Ihnasiyyah al-Madinah.

## Historie
De stad was de hoofdstad van de 20e nome van het Oude Egypte. 

### Vroege tijd
Het is onbekend wanneer precies de eerste bewoning was in Herakleopolis. Op de Steen van Palermo staat dat koning Den het Heilig meer van Heryshef bij Nenj-nesoet bezocht. Dit suggereert dat de stad al bestond in de helft van de 1e dynastie van Egypte.

### Eerste tussenperiode
Heracleopolis werd een belangrijke stad ten tijde van de Eerste tussenperiode rond 2150 v. Chr.. Na het Oude Rijk was Egypte verdeeld in Opper- en Neder Egypte. Heracleopolis werd de hoofdstad van Neder-Egypte tijdens de 9e dynastie en de 10e dynastie van Egypte toen het huis Cheti, Kheti of Akthoy er regeerde. Tijdens deze periode kwam het vaak in conflict met de hoofdstad van Opper-Egypte, de 11e dynastie van Egypte.

### Middenrijk
Na de hereniging van het Oude Egypte na de Eerste Tussenperiode verloor de stad geleidelijk zijn invloed. Het werd een religieus centrum voor de god Heryshef en zijn tempel werd gebouwd.

### Derde Tussentijd

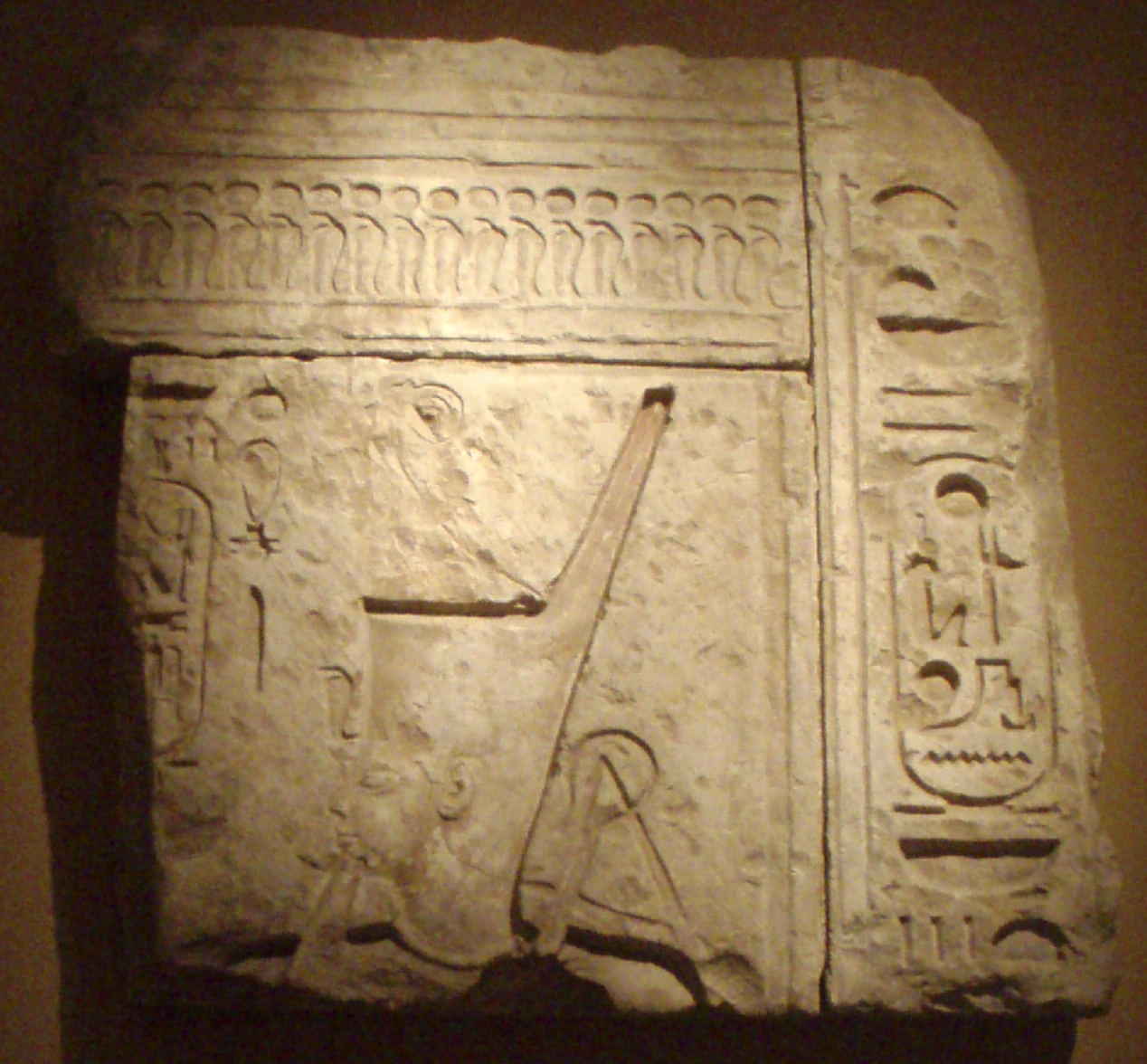
Een reliëf uit het Nieuwe Rijk

De stad werd opnieuw belangrijk als religieus centrum voor de god. Door de koningen werd renovaties en vernieuwingen uitgevoerd aan de tempel. 

### Romeinse tijd
De stad Heracleopolis werd ook bewoond in de Romeinse tijd van Egypte. Bij de necropolis van Sedmet el-Gebel werden huizen teruggevonden. 

## Tempel
In de stad werd de ramgod Herisjef vereerd. De resten van de tempel van Herisjef liggen ten westen van het moderne dorp. De tempel bevatte een heilig meer. Het werd in het Nieuwe Rijk door Ramses II vergroot. De tempel was in gebruik tot in de Late periode.
Volgens een oude legende zou er een reusachtig labyrint liggen te Heracleopolis, maar er is nog geen archeologisch bewijs dat dit meer is dan een mythe.

## Onderzoek
De stad is onderzocht door Édouard Naville in 1891 tot 1892 en Flinders Petrie in 1904. Recent zijn er opgravingen geweest door de Spaanse archeoloog José López.  